# Paramesochridae
Paramesochridae é uma família de crustáceos da ordem Harpacticoida.